# خورخي موريل (لاعب كرة قدم)
خورخي موريل (بالإسبانية: Jorge Morel)‏ هو لاعب كرة قدم باراغواياني، ولد في 22 يناير 1998 في أسونسيون في باراغواي. لعب مع نادي غواراني.

## وصلات خارجية
- خورخي موريل على موقع قاعدة بيانات كرة القدم.إي يو (الإنجليزية)
- خورخي موريل على موقع ناشيونال فوتبول تيمز (الإنجليزية)
- خورخي موريل على موقع Soccerway.com (الإنجليزية)
- خورخي موريل على موقع عالم كرة القدم.نت (الإنجليزية)